# Frauenlob (Schiff, 1918)
Die Frauenlob war ein Kleiner Kreuzer der Kaiserlichen Marine. Es war das siebte Schiff der Cöln-Klasse und gleichzeitig die letzte Einheit dieser Reihe, die vom Stapel lief und einen Namen erhielt. Es wurde nach dem in der Skagerrakschlacht versenkten Kleinen Kreuzer Frauenlob benannt und das zweite Schiff dieses Namens in der Kaiserlichen Marine.
Mangels Material und Personal wurde der Bau vor der Fertigstellung gestoppt. Nach dem Stapellauf am 16. Oktober 1918 sollte auf derselben Helling im Anschluss der Dampfturbinen-U-Kreuzer UD 1 auf Kiel gelegt werden. Die Frauenlob wurde, ebenso wie ihre unfertigen Schwesterschiffe, am 17. November 1919 aus der Liste der Kriegsschiffe gestrichen und schließlich 1921 zum Abbruch verkauft.